# Labeo gonius
Labeo gonius är en fiskart som först beskrevs av Francis Buchanan-Hamilton 1822.  Labeo gonius ingår i släktet Labeo och familjen karpfiskar. IUCN kategoriserar arten globalt som livskraftig. Inga underarter finns listade i Catalogue of Life.